# Bajcsy-Zsilinszky út (metropolitana di Budapest)
Bajcsy-Zsilinszky út è una stazione della linea M1 della metropolitana di Budapest.
È situata sul percorso della linea M1, fra l'interscambio Deák Ferenc tér e la fermata Opera.
Sorge sul territorio del VI distretto, nel punto in cui le strade Andrássy út e József Attila utca si incrociano con l'omonimo Bajcsy-Zsilinszky út, viale intitolato al politico Endre Bajcsy-Zsilinszky. La denominazione precedente era Váczy körút.
La sua inaugurazione risale al 1896, anno di apertura della M1. Si tratta di una stazione sotterranea, in quanto le due piattaforme laterali e i binari si trovano ad una profondità di circa 3 metri sotto il livello del suolo. I suoi interni si presentano nello stile tipico adottato anche da molte altre stazioni della M1.

## Interscambi
Nelle vicinanze della stazione effettuano fermata alcune linee urbane automobilistiche.
- Fermata autobus